# Comuna Fraha, Rohatîn
Fraha (în ucraineană Фрага) este o comună în raionul Rohatîn, regiunea Ivano-Frankivsk, Ucraina, formată din satele Benkivți, Fraha (reședința) și Pidbirea.

## Demografie
Componența lingvistică a comunei Fraha
     Ucraineană (99,84%)
     Alte limbi (0,16%)
Conform recensământului din 2001, majoritatea populației comunei Fraha era vorbitoare de ucraineană (99,84%), existând în minoritate și vorbitori de alte limbi.